# Борис Сарафов
Борис Петров Сарафов е български военен и революционер, войвода и ръководител на Върховния македоно-одрински комитет и Вътрешната македоно-одринска революционна организация. Един от противоречивите дейци на Македоно-одринското освободително движение, бохем, екстравагантен и непостоянен във възгледите си. Използва псевдонимите Агоп Въртопов, Александър Иванович, Бегот, Богдан Петров, Борис Иванов, Владимир Николаев, Керим паша, Крум, Крум войвода, Крумски, Майстор, Ойнак, Принца, Твойта хубост, Торос, Хубостта, Христо Иванов.

## Ранни години

### Образование
Борис Сарафов е роден на 12 юни 1872 година в неврокопското село Либяхово, тогава в Османската империя, днес Илинден, България. Баща му Петър Сарафов е възрожденски български учител, а чичо му Коста Сарафов и дядо му архимандрит Харитон Карпузов са водачи на борбата за самостоятелна българска църква в Неврокопско и Сярско, и тримата дейци на Българската екзархия. Негов по-голям брат е българският лекар и офицер Ангел Сарафов, по-малък негов брат е известният български актьор Кръстьо Сарафов, сестра му е председателката на Македонския женски съюз доктор Злата Сарафова, а негов братовчед е полковник Димитър Стойков. Борис Сарафов учи в местното екзархийско училище, а след това в Солунската българска мъжка гимназия в 1890 година, където участва в революционни кръжоци. Оттам се познава с Гоце Делчев, Даме Груев и Гьорче Петров. През 1890 година постъпва във Военното училище в София като юнкер, заедно с Димитър Думбалаков, Иван Пожарлиев, Христо Саракинов. С Гоце Делчев и Борис Дрангов създават революционна група свързана с тази на Дамян Груев в Софийския университет.

### Офицерска служба и включване в освободителното движение
На 2 август 1893 година Сарафов е произведен в подпоручик и служи в 15-и пехотен ломски полк в Белоградчик, където привлича съмишленици за подпомагане революционното дело в Македония. Сред тях са Христо Чернопеев, Тане Николов, Тома Давидов, Боби Стойчев и други. От 1 януари Сарафов е преместен на служба в 1-ви пехотен софийски полк и се свързва с Македонския комитет на Трайко Китанчев. През 1895 година Борис Сарафов, вече поручик, е войвода на чета в Четническата акция на комитета. Оглавява Четвърти отряд от 65 души, в който влизат четите на Кольо Ризов, Кочо Муструка и Анго Костадинов. В отряда влизат още Кръстьо Българията и Ангел Малински. Четата преминава границата на 17 юни, а на 12 юли превзема Мелник, след което се прибира на 22 юли в България.
След неуспеха на акцията Борис Сарафов учи 4 месеца от септември в Санкт Петербургската академия на генералния щаб. Показно носи униформата си от Първи софийски полк и пропагандира революционната борба сред българите там. Не приема да се откаже от българското си гражданство и през 1896 година обхожда Цариград, Зографския манастир и Хилендарския манастир, за да събира средства за Върховния комитет. В Солун се среща с ръководителите на ВМОРО и оттогава предприемат общи действия за снабдяване с оръжие на революционерите вътре в Македония. В България предава ценна информация за боеспособността на турската армия и ценни военнотопографски карти на Рачо Петров, военният министър и премиерът Константин Стоилов обещават 5 – 10 000 пушки за четниците. Борис Сарафов, по това време действащ в 5-и пехотен дунавски полк, и генерал Иван Цончев създават и офицерски дружества в българските казарми, от които да изпращат офицери в Македония. Прави също опити да събере пари и оръжие през 1897 година от Русия, Австро-Унгария и САЩ, и в Сърбия и Румъния.

## Начело на Върховния комитет

### Сътрудничество с ВМОРО
На VI конгрес на македонските братства в България от месец май 1899 година Борис Сарафов е избран за председател на Върховния комитет. Като такъв се застъпва за по-активна дейност и в емиграция, и във вътрешността, като е подкрепен от Вътрешната македоно-одринска революционна организация. През май 1900 година подписва съвместен протокол със задграничните представители на ВМОРО Гоце Делчев и Гьорче Петров, според който българските офицери се допускат във всички структури на ВМОРО. Помага за изграждането на погранични пунктове, нелегални канали и въоръжаването и обучаването на четници. През октомври 1900 година Борис Сарафов спомага Българското тайно революционно братство в Солун да се саморазпусне, а членовете му да се присъединят към ВМОРО. Новият председател на Върховния комитет създава в софийския квартал Ючбунар цяла казарма, в която държи стотина въоръжени четници. Тази сила, създадена да участва в бъдещото освобождение на Македония, междувременно се занимава с тероризиране на непокорни македонски емигранти в София и с насилствено събиране на средства. В сградата на комитета са обзаведени стаи за инквизиции, където бият със сопи и измъчват упоритите.

### Аферата Михайляну
Окуражени от своята безнаказаност, „върховистите“ започват да издават и изпълняват „смъртни присъди“ не само в България, но и в чужбина. На 1 февруари 1900 година в Букурещ е убит Кирил Фитовски, пратеник на Върховния комитет, обвинен в злоупотреба и предателство. Книжата, намерени в квартирата му, доказват, че той е давал сведения на турското правителство. Това насочва веднага румънската полиция към македонската емиграция. След разпит на свидетелите следователите арестуват студента Трифонов, председател на българското дружество в Букурещ. Бит по време на следствието, Трифонов се признава за отговорен като подбудител и посочва като извършители македонските българи Бойчо Илиев и Христо Карамбулов. Карамбулов и Илиев се хвалят и с други убийства, дори твърдят, че са екзекуторите на Стефан Стамболов. Двамата са задържани. Не след дълго и двамата правят признания. Румънската преса чрез вестник „Пенинсула Балканика“ обявява, че хората на Сарафов са събрали насила 30 000 лева от румънската колония в София за „освободителното дело“ и се нахвърля върху комитета, като нарича Бойчо Илиев и Борис Сарафов лъжци, нехранимайковци и паразити. Издателят на вестника Стефан Михайляну, по произход македонски влах, е бивш директор на Румънската гимназия в Солун и добър познавач на македонския въпрос. След този случай ръководството на Върховния македонски комитет в София решава да убие румънския журналист.
Сарафов твърди, че решението е взето със съгласието на задграничните представители на вътрешната македонска организация в България Гоце Делчев и Гьорче Петров. Така на 22 срещу 23 юли 1900 година Стоян Димитров от Скопие застрелва журналиста. Убиецът е заловен и си признава. Арестувани са още няколко души, все македонски българи, пристигнали наскоро в Румъния. Това води до криза в отношенията между България и Румъния, като и двете държави започват частична мобилизация на армиите си. Атентатът дава повод на Турция да поиска разтурянето на Върховния македонски комитет. Под предлог да спре минаването на чети в Македония султанът заповядва да се съсредоточат войски по границата с България. Австро-Унгария активно подкрепя Румъния. Русия също настоява българското правителство да даде удовлетворение на северната си съседка. Руският дипломатически агент в София Юрий Бахметиев извиква Сарафов и иска от него да си подаде оставката като председател на „върховистите“. Сарафов не се вслушва в предупреждението. Нещо повече, комитетът решава, че от ескалирането на конфликта ще има полза за делото. Сарафов и заместникът му Тома Давидов отиват при военния министър с молба да разреши да се формират чети от македонски доброволци в случай на война с Румъния. Министърът разрешава и в началото на септември Христо Саракинов заминава за Шумен, за да създава четите. Румъния очаква България да вземе мерки срещу Сарафов и другарите му. Тя не подновява търговската конвенция със страната ни и от 1 януари 1901 година въвежда визов режим. България отвръща със същото. Под натиск на Русия и Австро-Унгария през ноември 1900 година България е принудена да разтури македонските чети, но „върховистите“ не се подчиняват.

### Конфликт с правителството и разцепление на ВМОК
Чувствайки се силни като държава в държавата, хората на Сарафов стигат дотам да заплашат самия премиер с убийство. Тогава княз Фердинанд решава да обуздае Върховния комитет и да го постави под контрола на държавата, като го превземе отвътре. За тази цел е избран генерал Иван Цончев. Двамата със Сарафов се разбират на редовния конгрес на комитета на 18 март 1901 година Цончев да го смени на председателския пост. В последния момент Сарафов се отмята от уговорката. Въпреки това генералът подава оставка от армията и се кандидатира, окуражен от двореца. Между двамата пламва открита война. Цончев обвинява Борис Сарафов в парични злоупотреби. На свой ред председателят започва кампания срещу генерала. Като вижда, че Сарафов надделява, правителството се възползва от аферата Михайляну. На 23 срещу 24 март 1901 година в София са арестувани Борис Сарафов, Тома Давидов, Владимир Ковачев и Георги Петров. Те са обвинени в участие в убийството на румънския журналист. Така се постигат две цели – дава се удовлетворение на Румъния и се помага на генерал Цончев да овладее Върховния комитет. Докато е в затвора Сарафов дава интервю за лондонския вестник „Таймс“, в което декларира че македонците са отделна народност, различна от българите и сърбите.
Оправдан на 2 август същата година, Сарафов взима участие в ІХ конгрес на МОО, на който избраният за подпредседател негов основен противник генерал Цончев овладява организацията. След това се засилва личният конфликт между Борис Сарафов и Иван Цончев и се заражда такъв между ВМОРО и ВМОК.
На Десетия македоно-одрински конгрес Сарафов влиза в нови конфронтации с групата привърженици на Иван Цончев и създава отделен комитет начело с Христо Станишев. През декември 1902 година обаче се противопоставя на идеята за убийство на Иван Цончев от страна на Михаил Герджиков и Вълчо Антонов. Борис Сарафов и Наум Тюфекчиев обмислят да отвлекат сина на богатия политик Иван Евстратиев Гешов, но планът се осуетява. С авантюристичните си действия Сарафов губи доверието както на българските власти, така и на вътрешната организация.

## Във ВМОРО

### В Западна Европа
Още като председател на Върховния комитет Борис Сарафов обикаля европейските столици, за да събира пари, купува оръжие и подпомага пропагандата на революционното дело. Изпраща меморандум с препоръчано писмо до владетелите на Великите сили и Турция за изпълнение на член 23 от Берлинския договор. В чужбина Сарафов отива за оръжие и дава 4 – 5000 франка на Симеон Радев за издаване на вестник „L`Effort“. В Русия търси подкрепа за евентуално въстание, но получава хладни отговори. В Австрия купува пушки от „Щайер“, които Софроний Стоянов после пренася в България през Дунава.
След освобождението си през пролетта на 1902 година, подалият оставка Сарафов пътува отново из Западна Европа за да търси средства за кампаниите вече на ВМОРО. В Западна Европа Сарафов се среща с бъдещия цивилен агент на Австро-Унгария в Македония Фон Мюлер, с външния министър граф Голуховски и с граф Аладро Кастриоти, претендент за албанския престол, и с арменски антиосмански революционери. В Лиеж, Белгия, посещава оръжейни заводи и прави опит за закупуване на оръжие. Убеждава Г. В. Плеханов да предложи за разглеждане на Македонския въпрос на предстоящия международен социалистически конгрес в Щутгарт, но идеята отпада от дневния ред след отказа на австро-унгарския социалист Фридрих Адлер.
Борис Сарафов предава 10 000 лева на Йордан Попйорданов в Женева, с които гемиджиите извършват подготовката за Солунските атентати. Впоследствие им изпраща и много динамит на пристанището в Солун. На Симеон Радев предава 15 000 франка за издаване на вестник „Мувман Маседониан“, а на ВМОРО предава пари и въоръжение. Общо събира около 50 000 лева за революционното движение в Македония.
На Запад дава редица интервюта и в едно от тях за руски вестник отново декларира, че македонците са отделна народност. Впоследствие преговаря за финансиране от сръбски правителствени среди, макар че няма пълномощия за това. Борис Сарафов се завръща в София през есента на 1902 година и е поставен под полицейско наблюдение по искане на турското правителство, което основателно го подозира в антиосманска дейност.

### Илинденско-Преображенското въстание
След като е взето решение за въоръжено въстание на Солунския конгрес, Борис Сарафов сформира чета от 40 български военни и навлиза в Македония на 26 януари 1903 година. Пренасят и 150 килограма динамит, които са разпределени по райони, а самият Сарафов се насочва към Костурско. На 28 март 1903 година в Смърдеш четите на Борис Сарафов и Иван Попов са обградени, като с помощта на селските чети от Връбник, Въмбел и Косинец успяват да избягат.
Като ревизор на четите в Битолския революционен окръг Сарафов участва на Смилевския конгрес от май 1903 година. Избран е с явно гласуване във въстаническия щаб, заедно с Даме Груев и Анастас Лозанчев. Борис Сарафов и Никола Дечев изготвят „Въстанически дисциплинарен устав“ за правата, длъжностите и наказанията за четниците, десетниците и централните и районните войводи, който да действа по време на Илинденско-Преображенското въстание. В писмо на австро-унгарския консул Рихард Хикел до граф Агенор Голучовски се цитира изявление на Борис Сарафов за Солунските атентати и за предстоящото въстание:
| „ | Солун принадлежи на България и пред очите на Бога и на света Солун ще стане съпругата на България. На 16 април: [29 април, нов стил] в Солун се проведе сватовски прием съпроводен с оглед. На 25 юни [8 юли] ще бъде отбелязан с по-голяма пищност годежа. Сватбеният прием ще започне няколко месеца по-късно, с всичкия си блясък и величие. Иди с мир в Солун! | “ |

Преди началото на въстанието е създадена щабна чета с главен войвода Димитър Дечев, в която се включват ръководителите на битолския окръг. Извършват обиколки в Смилевско, Крушевско, Демирхисарско, Охридско, Ресенско, Долнопреспанско, Костурско и Леринско като довършват приготовленията там за същинското въстание. След началото на въстанието четата постоянно е в движение и води боеве с турска войска в Охридско, Смилевско и Демирхисарско.
Сарафов увещава въстаниците преди обявяване на въстанието, че България е готова да обяви война на Османската империя незабавно. В началото на въстанието подписва прокламацията за начало на въстанието. В неговия край изготвя и отчаян апел до правителството в София, в който настоява за незабавна намеса за спасяване на местното население, което определя като българско. Предвид усложнената международна ситуация България не е в състояние да окаже пряка военна помощ и не реагира. След взетото решение за разпускане на четите Борис Сарафов се изтегля в България.

## Последни години

### Разцепление на ВМОРО
През 1903 – 1904 година Борис Сарафов отново обикаля Западна Европа и популяризира идеите и делото на ВМОРО. През това време е подозиран за финансиране от царския двор на цар Фердинанд I, като тяхна тайна кореспонденция се пази в института „Хувър“. Сарафов е посрещнат в Белград от българския журналист Матей Геров през ноември 1903 година. Там Сарафов води преговори с представители на сръбската въоръжена пропаганда и осигурява достъп на сръбски чети до Македония срещу 40 000 динара. В резултат Организацията търпи разцепление, а сръбски чети нахлуват в областите Поречие и Азот, на десния бряг на Вардар. По-късно Сарафов пише писмо на Граф Игнатиев по този повод в което се оплаква от сръбската пропаганда, която тормози българите в Македония. Между 14 март – 3 декември 1904 година Васил Чекаларов, Пандо Кляшев, Апостол Грежов, Владислав Ковачев и Борис Сарафов оглавяват „Временен комитет“, целящ да замени Задграничното представителство на ВМОРО в лицето на Христо Матов и Христо Татарчев, но през 1905 година различията изчезват и комитетът се саморазпуска. Борис Сарафов е делегат на Рилския конгрес от 1905 година като представител на Битолския окръг, където се конфронтира с Яне Сандански, който го обвинява в просръбска дейност.
След края на обиколката на европейските столици в 1904 година Сарафов се задържа в Женева, където заедно с Димитър Ляпов участва в заговора за убийството на султан Абдул Хамид II, организиран от арменския революционен комитет в Женева, начело с Кристофор Микаелян.
През септември 1906 година Сарафов влиза в Македония с агитационно-организаторска чета в Македония в състав:
| Чета на Борис Сарафов | Чета на Борис Сарафов | Чета на Борис Сарафов | Чета на Борис Сарафов | Чета на Борис Сарафов    |
| Номер                 | Име                   | Селище                | Околия                | Забележка                |
| --------------------- | --------------------- | --------------------- | --------------------- | ------------------------ |
| 1.                    | Борис Сарафов         |                       |                       | завърнал се през ноември |
| 2.                    | Тодор Оровчанов       | Велес                 |                       | завърнал се през ноември |
| 3.                    | Йордан Шияков         | Прилеп                |                       | завърнал се през ноември |
| 4.                    | Петър Костов          |                       |                       | завърнал се през ноември |
| 5.                    | Андон Келикендрия     | Босилеград            |                       | завърнал се през ноември |

След като „санданистите“ провалят общият конгрес от същата година, Сарафов е избран заедно с Иван Гарванов и Христо Матов за член на Задграничното представителство на ВМОРО в София на Съвещателно събрание от 23 делегати на 7 декември. Така десните успяват чрез незначително мнозинство да запазят официалното си положение и влиянието си за още една година. Две от десните враждуващи дотогава течения – умереното (наричани „гарванисти“) и идейно-либералната фракция, ръководена от Сарафов, се помиряват. Фракцията на Матов също ги подкрепя. През същата година Борис Сарафов съдейства Карекин Нъждех да постъпи в офицерско училище в България.

### Конфликт с левицата и убийство
Дейността на Временното задгранично представителство по организирането и изпращането на чети в Македония с подкрепата на двора предизвиква острата реакция на левичарите от „сярската група“. В публикуваното през ноември 1907 година писмо от Серския окръжен комитет, сред обвиненията срещу Гарванов и Сарафов е и това, че те „съвместно с българското правителство инспирираха безразборното нахлуване на масови чети във вътрешността“. Присъдата е подписана от Яне Сандански, Чудомир Кантарджиев, Георги Скрижовски и Александър Буйнов. Още през 1906 година на конгрес на серския окръг в Рилския манастир е решено Даме Груев, Борис Сарафов, Иван Гарванов и Христо Матов да бъдат елиминирани, като решението е подкрепено от Гьорче Петров, Пере Тошев и Петър Попарсов.
Окончателното решение за ликвидирането на Сарафов, Гарванов и Матов се взема от Окръжния комитет на Серския революционен окръг на 10 октомври 1907 г., когато е проведено специално събрание. След неговото провеждане се съставя протокол, в които в седем точки се изтъкват основните причини, поради които тримата са осъдени на смърт.
| “ | Серско, 10 октомври 1907 г. Протокол Окръжният комитет на Серския революционен окръг в пълен състав, събран на 10 октомври 1907 г. на заседание по повод разкрития заговор на групата Гарванов-Сарафов, представляваща българското националистично течение в организацията, която от своя страна е замислювала да разстрои положението като обезсили и подчини на своето влияние стоящите на принципа за целостта и независимостта на организацията дейци от Серския революционен окръг, взе в съображение следните обстоятелства: I. Сама по себе си съединената група Гарванов-Сарафов се е стремяла винаги да експлоатира македонския проблем, постепенно превърнат в средство за съществуването на известни личности, лишени от всякакъв революционен идеал и водими изключително от егоистични и славолюбиви побуждения, като не държи сметка за употребяваните подли средства по отношение на идейните си противници и влага само личен елемент с участието си в революционното движение. II. Чувствувайки се слаби в основата си и неспособни да се борят на теоретична почва, те са усвоили методи неприсъщи на истински революционери и винаги са се стремили да. спъват революционното движение, като са го отклонявали от пряката му цел и са ангажирвали времето и енергията на организационните дейци във вътрешни раздори и междуособици. III. Верни на горното начало, те са решили и замислювали да прокарат влиянието си и в Серския революционен окръг, като са избрали за оръдие на своята цел, близка тям по нравствените си качества личност – драмския околийски войвода М. Даев. IV. От своя страна М. Даев, съзнавайки се виновен и отговорен за влошеното положение в Драмска околия, достатъчно компрометиран и станал невъзможен между население и другари и сам по себе славолюбив, извратен и лишен от всякакъв идеен възглед, макар и да бе дал писмена декларация на Окръжния комитет, че възприема становището и поддържа другарите си от окръга, едновременно с това е бил в преписка и сношение с Гарванов-Пенчев, за да приложи уговорената между него и тях обща замисъл, да ги подпомогне и улесни отвътре за нахлуването на техни хора и завземането на окръга. V. За да се обезпечи успехът на горния заговор, нужно е било съдействието на съучастници из самата вътрешност, а като най-главно онова на Паница, комуто най-после, мислейки да добие одобрението, Даев е разкрил заговора и го е натоварил да замине в България, гдето да се срещне с Гарванов-Сарафов и непосредствено дадат окончателна форма на плана за действие, а сам Даев при пристигането на Чудомир и Бунов в Драмска околия за конгреса е приготвил тяхното избиване. VI. Други вероятни съучастници и помагачи на плана са мислили да вербуват в лицето на Запрянов, Чавдар, Занков, който е донесъл из България от тях писмо Даеву и се е готвил да заеме Демирхисарско. Вън от тях те са подготвили и имали на разположение за този случай изпъдените от Кадикьойско четници. VII. Последното писмо на Даева до Гарванов и Пенчев съдържа поканата да му дадат обещаната от тях помощ, понеже моментът бил удобен и следвало да се пристъпи към действие – което писмо се съхранява в архивата на Окръжния комитет. Тези домогвания на Гарванов-Сарафов, станали наемници и агенти на българската държава и съвършено компрометирани като организационни дейци и действующи от името на българските държавнически и династически интереси – са един акт на престъпление, насочен в дадения случай еднакво до независимостта и целостта на организацията и до представителите на нашето идейно течение. По силата на взетите от общия конгрес решения, вписани в циркулярите и чл. 205 от правилника, буква „Д", комбинирани с буква „Ж" от същия член и въз основа на документите и данните по разкрития заговор, Окръжният комитет на Серския революционен окръг осъди на смърт: Борис Сарафов, Иван Гарванов и Михаил Даев. С прилагането на присъдата по отношение на Борис Сарафов и Гарванов натоварва се Т. Паница, а Окръжният комитет ще изпълни онази към Даев. Горният акт ще бъде същевременно и начало на тази система към всички онези, които биха действували по такъв начин. Я. Сандански Чудомир Скрижевски А. Буйнов /Печат/ | ” |
|   | |   |

С прилагането на присъдата се натоварва Тодор Паница. Действайки по строго начертан план, Паница се запознава с тримата задгранични представители Хр. Матов, Ив. Гарванов и Б. Сарафов, като провежда редица тайни и публични срещи пред обществото. Най-много се сближава с Гарванов.
Денят на покушението е определен от самия Паница-10 декември (ст. стил 28 ноември). На този ден, той е поканен в дома на Борис Сарафов на ул. Осогово, № 36. Съгласно предварителните уговорки, на нея трябва да присъстват и тримата задгранични представители, но в последния момент Христо Матов заявява, че няма да може да дойде „поради ангажираност“. След „спокойно и гладко" водения разговор, около час преди полунощ, Сарафов и Гарванов изпровождат Тодор Паница до изходната врата. Възползвайки се от момента на изненада, последния вади рязко двата си нагана и прострелва от упор Ив. Гарванов „в лявото ухо", а Б. Сарафов „в лявото сляпоочие" и изчезва в тъмнината по софийските улици.
Убийството на Борис Сарафов е спонсорирано от Белградския Македонски Комитет, като Георги Герджикович изплаща пари на Тодор Паница за убийството. Екзекуцията на двамата задгранични представители по заповед на Сандански създава непреодолими пречки за каквито и да е обединителни процеси във ВМОРО. Убийството им е повратен момент не само за ВМОРО, но и за отношението на управляващите в България към крайната левица.
Борис Сарафов е погребан в Централните софийски гробища, обвит със знамето на Главния щаб на Битолския революционен окръг по време на Илинденското въстание.

## Последствия и оценки
След Илинденско-Преображенското въстание през 1904 година по авторска идея на скулптора Димитър Диолев от Калофер е отсечен медал с образа на Борис Сарафов.
След убийството на Борис Сарафов и Иван Гарванов разцеплението във ВМОРО става факт. Яне Сандански, Тодор Паница и други членове на „сярската група“ са задочно осъдени на смърт на Кюстендилския конгрес на ВМОРО от март 1908 година.
Любомир Милетич казва за убийството на Сарафов и Гарванов: 
| „ | Тяхната дейност и задружната им кончина символично представят обединени на живот и смърт двете им родни майки – Македония и България. | “ |

Иван Вазов пише стихотворението „Борис Сарафов“ от цикъла „Радостта на сенките“: 
| „ | О, Македоньо, майко свята, за теб борих се и живях; от смърт не плашех се в борбата, но аз от свои я приех. Отидох жертва аз безплодна на братска злоба, но простих, че днеска виждам те свободна – о, майко красна, що любих! | “ |

Българският дипломатически агент в Черна гора доктор Недялко Колушев докладва писмено до Министерството на външните работи: 
| „ | В тукашните пансръбски кръгове, които не скриват радостта си, убийството се счита като страшен удар, нанесен на българското дело в Македония, и като косвен, но силен успех на сръбската пропаганда. | “ |

На страниците на издавания в Русия вестник „Македонскій Голосъ“, издаван от македониста Димитър Чуповски се препечатва интервюто на Борис Сарафов, във вестник „Санктъ Петербургскiе вѣдомосты“ от 21 август 1902, в което той обособява македонците като отделна нация. Успоредно с това Димитър Чуповски определя моралния убиец на Сарафов, Яне Сандански, като български агент и престъпник. Парадоксално, но северномакедонската историография дълго време възприема Сарафов като „върховист“ и пробългарски ориентиран революционер, а Сандански като ранен македонист и борец за независима Македония. Блаже Ристовски го определя като „чист българин“. От друга страна Борис Сарафов определя в спомените си себе си и всички македонци за българи.

Симеон Радев в предговора на книгата си „Македония и българското възраждане“ (1942 г.) пише: 
| „ | На паметьта на БОРИСЪ САРАФОВЪ, героятъ на Илинденското възстание, авторътъ посвещава тази книга съ братско чувство. | “ |

На Борис Сарафов е наречена улица в квартал „Факултета“ в София (Карта).
Негов личен архивен фонд се съхранява в Държавна агенция „Архиви“.

## Родословие
|                             |                             |                             |                             |                             |                             |  |  |                                    |                                    |                                    |                                    |                                    |                                    |  |  |                                    |                                    |                                    |                                    |                                    |                                    |               |               |                             |                             |                             |                             | Вълчо Дамянов (около 1725 – неизв.) |                               |                               |                               |                                    |                                    |                                    |                                    |                                    |                                    |                  |                  |                              |                              |                              |                              |                              |                              |  |  |                             |                             |                             |                             |                             |                             |  |  |                                 |                                 |                                 |                                 |                                 |                                 |  |  |                             |                             |                             |                             |                             |                             |  |  |                              |                              |                              |                              |                              |                              |
|                             |                             |                             |                             |                             |                             |  |  |                                    |                                    |                                    |                                    |                                    |                                    |  |  |                                    |                                    |                                    |                                    |                                    |                                    |               |               |                             |                             |                             |                             |                                     |                               |                               |                               |                                    |                                    |                                    |                                    |                                    |                                    |                  |                  |                              |                              |                              |                              |                              |                              |  |  |                             |                             |                             |                             |                             |                             |  |  |                                 |                                 |                                 |                                 |                                 |                                 |  |  |                             |                             |                             |                             |                             |                             |  |  |                              |                              |                              |                              |                              |                              |
|                             |                             |                             |                             |                             |                             |  |  |                                    |                                    |                                    |                                    |                                    |                                    |  |  |                                    |                                    |                                    |                                    | Ангела Шемова                      | Ангела Шемова                      | Ангела Шемова | Ангела Шемова | Ангела Шемова               | Ангела Шемова               |                             |                             | Коста Сарафов (1760 – неизв.)       | Коста Сарафов (1760 – неизв.) | Коста Сарафов (1760 – неизв.) | Коста Сарафов (1760 – неизв.) | Коста Сарафов (1760 – неизв.)      | Коста Сарафов (1760 – неизв.)      |                                    |                                    | Босилка Кюлюмова                   | Босилка Кюлюмова                   | Босилка Кюлюмова | Босилка Кюлюмова | Босилка Кюлюмова             | Босилка Кюлюмова             |                              |                              |                              |                              |  |  |                             |                             |                             |                             |                             |                             |  |  |                                 |                                 |                                 |                                 |                                 |                                 |  |  |                             |                             |                             |                             |                             |                             |  |  |                              |                              |                              |                              |                              |                              |
|                             |                             |                             |                             |                             |                             |  |  |                                    |                                    |                                    |                                    |                                    |                                    |  |  |                                    |                                    |                                    |                                    | Ангела Шемова                      | Ангела Шемова                      | Ангела Шемова | Ангела Шемова | Ангела Шемова               | Ангела Шемова               |                             |                             | Коста Сарафов (1760 – неизв.)       | Коста Сарафов (1760 – неизв.) | Коста Сарафов (1760 – неизв.) | Коста Сарафов (1760 – неизв.) | Коста Сарафов (1760 – неизв.)      | Коста Сарафов (1760 – неизв.)      |                                    |                                    | Босилка Кюлюмова                   | Босилка Кюлюмова                   | Босилка Кюлюмова | Босилка Кюлюмова | Босилка Кюлюмова             | Босилка Кюлюмова             |                              |                              |                              |                              |  |  |                             |                             |                             |                             |                             |                             |  |  |                                 |                                 |                                 |                                 |                                 |                                 |  |  |                             |                             |                             |                             |                             |                             |  |  |                              |                              |                              |                              |                              |                              |
|                             |                             |                             |                             |                             |                             |  |  |                                    |                                    |                                    |                                    |                                    |                                    |  |  |                                    |                                    |                                    |                                    |                                    |                                    |               |               |                             |                             |                             |                             |                                     |                               |                               |                               |                                    |                                    |                                    |                                    |                                    |                                    |                  |                  |                              |                              |                              |                              |                              |                              |  |  |                             |                             |                             |                             |                             |                             |  |  |                                 |                                 |                                 |                                 |                                 |                                 |  |  |                             |                             |                             |                             |                             |                             |  |  |                              |                              |                              |                              |                              |                              |
|                             |                             |                             |                             |                             |                             |  |  |                                    |                                    |                                    |                                    |                                    |                                    |  |  |                                    |                                    |                                    |                                    |                                    |                                    |               |               |                             |                             |                             |                             |                                     |                               |                               |                               |                                    |                                    |                                    |                                    |                                    |                                    |                  |                  |                              |                              |                              |                              |                              |                              |  |  |                             |                             |                             |                             |                             |                             |  |  |                                 |                                 |                                 |                                 |                                 |                                 |  |  |                             |                             |                             |                             |                             |                             |  |  |                              |                              |                              |                              |                              |                              |
| Стойо Жостов                | Стойо Жостов                | Стойо Жостов                | Стойо Жостов                | Стойо Жостов                | Стойо Жостов                |  |  | Иванка Жостова                     | Иванка Жостова                     | Иванка Жостова                     | Иванка Жостова                     | Иванка Жостова                     | Иванка Жостова                     |  |  | Злата Сарафова                     | Злата Сарафова                     | Злата Сарафова                     | Злата Сарафова                     | Злата Сарафова                     | Злата Сарафова                     |               |               | Вълчо Сарафов (1800 – 1863) | Вълчо Сарафов (1800 – 1863) | Вълчо Сарафов (1800 – 1863) | Вълчо Сарафов (1800 – 1863) | Вълчо Сарафов (1800 – 1863)         | Вълчо Сарафов (1800 – 1863)   |                               |                               | Стоян Сарафов                      | Стоян Сарафов                      | Стоян Сарафов                      | Стоян Сарафов                      | Стоян Сарафов                      | Стоян Сарафов                      |                  |                  | Петър Сарафов                | Петър Сарафов                | Петър Сарафов                | Петър Сарафов                | Петър Сарафов                | Петър Сарафов                |  |  |                             |                             |                             |                             |                             |                             |  |  | Харитон Карпузов (1827 – 1899)  | Харитон Карпузов (1827 – 1899)  | Харитон Карпузов (1827 – 1899)  | Харитон Карпузов (1827 – 1899)  | Харитон Карпузов (1827 – 1899)  | Харитон Карпузов (1827 – 1899)  |  |  |                             |                             |                             |                             |                             |                             |  |  |                              |                              |                              |                              |                              |                              |
| Стойо Жостов                | Стойо Жостов                | Стойо Жостов                | Стойо Жостов                | Стойо Жостов                | Стойо Жостов                |  |  | Иванка Жостова                     | Иванка Жостова                     | Иванка Жостова                     | Иванка Жостова                     | Иванка Жостова                     | Иванка Жостова                     |  |  | Злата Сарафова                     | Злата Сарафова                     | Злата Сарафова                     | Злата Сарафова                     | Злата Сарафова                     | Злата Сарафова                     |               |               | Вълчо Сарафов (1800 – 1863) | Вълчо Сарафов (1800 – 1863) | Вълчо Сарафов (1800 – 1863) | Вълчо Сарафов (1800 – 1863) | Вълчо Сарафов (1800 – 1863)         | Вълчо Сарафов (1800 – 1863)   |                               |                               | Стоян Сарафов                      | Стоян Сарафов                      | Стоян Сарафов                      | Стоян Сарафов                      | Стоян Сарафов                      | Стоян Сарафов                      |                  |                  | Петър Сарафов                | Петър Сарафов                | Петър Сарафов                | Петър Сарафов                | Петър Сарафов                | Петър Сарафов                |  |  |                             |                             |                             |                             |                             |                             |  |  | Харитон Карпузов (1827 – 1899)  | Харитон Карпузов (1827 – 1899)  | Харитон Карпузов (1827 – 1899)  | Харитон Карпузов (1827 – 1899)  | Харитон Карпузов (1827 – 1899)  | Харитон Карпузов (1827 – 1899)  |  |  |                             |                             |                             |                             |                             |                             |  |  |                              |                              |                              |                              |                              |                              |
|                             |                             |                             |                             |                             |                             |  |  |                                    |                                    |                                    |                                    |                                    |                                    |  |  |                                    |                                    |                                    |                                    |                                    |                                    |               |               |                             |                             |                             |                             |                                     |                               |                               |                               |                                    |                                    |                                    |                                    |                                    |                                    |                  |                  |                              |                              |                              |                              |                              |                              |  |  |                             |                             |                             |                             |                             |                             |  |  |                                 |                                 |                                 |                                 |                                 |                                 |  |  |                             |                             |                             |                             |                             |                             |  |  |                              |                              |                              |                              |                              |                              |
|                             |                             |                             |                             |                             |                             |  |  |                                    |                                    |                                    |                                    |                                    |                                    |  |  |                                    |                                    |                                    |                                    |                                    |                                    |               |               |                             |                             |                             |                             |                                     |                               |                               |                               |                                    |                                    |                                    |                                    |                                    |                                    |                  |                  |                              |                              |                              |                              |                              |                              |  |  |                             |                             |                             |                             |                             |                             |  |  |                                 |                                 |                                 |                                 |                                 |                                 |  |  |                             |                             |                             |                             |                             |                             |  |  |                              |                              |                              |                              |                              |                              |
| Коста Сарафов (1840 – 1911) | Коста Сарафов (1840 – 1911) | Коста Сарафов (1840 – 1911) | Коста Сарафов (1840 – 1911) | Коста Сарафов (1840 – 1911) | Коста Сарафов (1840 – 1911) |  |  | Мария Стойкова (около 1840 – 1879) | Мария Стойкова (около 1840 – 1879) | Мария Стойкова (около 1840 – 1879) | Мария Стойкова (около 1840 – 1879) | Мария Стойкова (около 1840 – 1879) | Мария Стойкова (около 1840 – 1879) |  |  | Велико Стойков (около 1835 – 1879) | Велико Стойков (около 1835 – 1879) | Велико Стойков (около 1835 – 1879) | Велико Стойков (около 1835 – 1879) | Велико Стойков (около 1835 – 1879) | Велико Стойков (около 1835 – 1879) |               |               | Никола Сарафов              | Никола Сарафов              | Никола Сарафов              | Никола Сарафов              | Никола Сарафов                      | Никола Сарафов                |                               |                               | Янинка Мавродиева                  | Янинка Мавродиева                  | Янинка Мавродиева                  | Янинка Мавродиева                  | Янинка Мавродиева                  | Янинка Мавродиева                  |                  |                  | Кочо Д. Мавродиев            | Кочо Д. Мавродиев            | Кочо Д. Мавродиев            | Кочо Д. Мавродиев            | Кочо Д. Мавродиев            | Кочо Д. Мавродиев            |  |  | Петър Сарафов (1842 – 1915) | Петър Сарафов (1842 – 1915) | Петър Сарафов (1842 – 1915) | Петър Сарафов (1842 – 1915) | Петър Сарафов (1842 – 1915) | Петър Сарафов (1842 – 1915) |  |  | Сирма Сарафова (1849 – 1927)    | Сирма Сарафова (1849 – 1927)    | Сирма Сарафова (1849 – 1927)    | Сирма Сарафова (1849 – 1927)    | Сирма Сарафова (1849 – 1927)    | Сирма Сарафова (1849 – 1927)    |  |  |                             |                             |                             |                             |                             |                             |  |  |                              |                              |                              |                              |                              |                              |
| Коста Сарафов (1840 – 1911) | Коста Сарафов (1840 – 1911) | Коста Сарафов (1840 – 1911) | Коста Сарафов (1840 – 1911) | Коста Сарафов (1840 – 1911) | Коста Сарафов (1840 – 1911) |  |  | Мария Стойкова (около 1840 – 1879) | Мария Стойкова (около 1840 – 1879) | Мария Стойкова (около 1840 – 1879) | Мария Стойкова (около 1840 – 1879) | Мария Стойкова (около 1840 – 1879) | Мария Стойкова (около 1840 – 1879) |  |  | Велико Стойков (около 1835 – 1879) | Велико Стойков (около 1835 – 1879) | Велико Стойков (около 1835 – 1879) | Велико Стойков (около 1835 – 1879) | Велико Стойков (около 1835 – 1879) | Велико Стойков (около 1835 – 1879) |               |               | Никола Сарафов              | Никола Сарафов              | Никола Сарафов              | Никола Сарафов              | Никола Сарафов                      | Никола Сарафов                |                               |                               | Янинка Мавродиева                  | Янинка Мавродиева                  | Янинка Мавродиева                  | Янинка Мавродиева                  | Янинка Мавродиева                  | Янинка Мавродиева                  |                  |                  | Кочо Д. Мавродиев            | Кочо Д. Мавродиев            | Кочо Д. Мавродиев            | Кочо Д. Мавродиев            | Кочо Д. Мавродиев            | Кочо Д. Мавродиев            |  |  | Петър Сарафов (1842 – 1915) | Петър Сарафов (1842 – 1915) | Петър Сарафов (1842 – 1915) | Петър Сарафов (1842 – 1915) | Петър Сарафов (1842 – 1915) | Петър Сарафов (1842 – 1915) |  |  | Сирма Сарафова (1849 – 1927)    | Сирма Сарафова (1849 – 1927)    | Сирма Сарафова (1849 – 1927)    | Сирма Сарафова (1849 – 1927)    | Сирма Сарафова (1849 – 1927)    | Сирма Сарафова (1849 – 1927)    |  |  |                             |                             |                             |                             |                             |                             |  |  |                              |                              |                              |                              |                              |                              |
|                             |                             |                             |                             |                             |                             |  |  |                                    |                                    |                                    |                                    |                                    |                                    |  |  |                                    |                                    |                                    |                                    |                                    |                                    |               |               |                             |                             |                             |                             |                                     |                               |                               |                               |                                    |                                    |                                    |                                    |                                    |                                    |                  |                  |                              |                              |                              |                              |                              |                              |  |  |                             |                             |                             |                             |                             |                             |  |  |                                 |                                 |                                 |                                 |                                 |                                 |  |  |                             |                             |                             |                             |                             |                             |  |  |                              |                              |                              |                              |                              |                              |
|                             |                             |                             |                             |                             |                             |  |  |                                    |                                    |                                    |                                    |                                    |                                    |  |  |                                    |                                    |                                    |                                    |                                    |                                    |               |               |                             |                             |                             |                             |                                     |                               |                               |                               |                                    |                                    |                                    |                                    |                                    |                                    |                  |                  |                              |                              |                              |                              |                              |                              |  |  |                             |                             |                             |                             |                             |                             |  |  |                                 |                                 |                                 |                                 |                                 |                                 |  |  |                             |                             |                             |                             |                             |                             |  |  |                              |                              |                              |                              |                              |                              |
| Вълчо Сарафов (1877 – 1901) | Вълчо Сарафов (1877 – 1901) | Вълчо Сарафов (1877 – 1901) | Вълчо Сарафов (1877 – 1901) | Вълчо Сарафов (1877 – 1901) | Вълчо Сарафов (1877 – 1901) |  |  | Ангел Сарафов (1868 – 1932)        | Ангел Сарафов (1868 – 1932)        | Ангел Сарафов (1868 – 1932)        | Ангел Сарафов (1868 – 1932)        | Ангел Сарафов (1868 – 1932)        | Ангел Сарафов (1868 – 1932)        |  |  | Петко Сарафов (1870 – 1942)        | Петко Сарафов (1870 – 1942)        | Петко Сарафов (1870 – 1942)        | Петко Сарафов (1870 – 1942)        | Петко Сарафов (1870 – 1942)        | Петко Сарафов (1870 – 1942)        |               |               | Борис Сарафов (1872 – 1907) | Борис Сарафов (1872 – 1907) | Борис Сарафов (1872 – 1907) | Борис Сарафов (1872 – 1907) | Борис Сарафов (1872 – 1907)         | Борис Сарафов (1872 – 1907)   |                               |                               | Кипра Сарафова (около 1874 – 1962) | Кипра Сарафова (около 1874 – 1962) | Кипра Сарафова (около 1874 – 1962) | Кипра Сарафова (около 1874 – 1962) | Кипра Сарафова (около 1874 – 1962) | Кипра Сарафова (около 1874 – 1962) |                  |                  | Кръстю Сарафов (1876 – 1952) | Кръстю Сарафов (1876 – 1952) | Кръстю Сарафов (1876 – 1952) | Кръстю Сарафов (1876 – 1952) | Кръстю Сарафов (1876 – 1952) | Кръстю Сарафов (1876 – 1952) |  |  | Злата Сарафова (1879 – ?)   | Злата Сарафова (1879 – ?)   | Злата Сарафова (1879 – ?)   | Злата Сарафова (1879 – ?)   | Злата Сарафова (1879 – ?)   | Злата Сарафова (1879 – ?)   |  |  | Христо Фетваджиев (1889 – 1977) | Христо Фетваджиев (1889 – 1977) | Христо Фетваджиев (1889 – 1977) | Христо Фетваджиев (1889 – 1977) | Христо Фетваджиев (1889 – 1977) | Христо Фетваджиев (1889 – 1977) |  |  | Вълчо Сарафов (1880 – 1953) | Вълчо Сарафов (1880 – 1953) | Вълчо Сарафов (1880 – 1953) | Вълчо Сарафов (1880 – 1953) | Вълчо Сарафов (1880 – 1953) | Вълчо Сарафов (1880 – 1953) |  |  | Никола Сарафов (1882 – 1970) | Никола Сарафов (1882 – 1970) | Никола Сарафов (1882 – 1970) | Никола Сарафов (1882 – 1970) | Никола Сарафов (1882 – 1970) | Никола Сарафов (1882 – 1970) |
| Вълчо Сарафов (1877 – 1901) | Вълчо Сарафов (1877 – 1901) | Вълчо Сарафов (1877 – 1901) | Вълчо Сарафов (1877 – 1901) | Вълчо Сарафов (1877 – 1901) | Вълчо Сарафов (1877 – 1901) |  |  | Ангел Сарафов (1868 – 1932)        | Ангел Сарафов (1868 – 1932)        | Ангел Сарафов (1868 – 1932)        | Ангел Сарафов (1868 – 1932)        | Ангел Сарафов (1868 – 1932)        | Ангел Сарафов (1868 – 1932)        |  |  | Петко Сарафов (1870 – 1942)        | Петко Сарафов (1870 – 1942)        | Петко Сарафов (1870 – 1942)        | Петко Сарафов (1870 – 1942)        | Петко Сарафов (1870 – 1942)        | Петко Сарафов (1870 – 1942)        |               |               | Борис Сарафов (1872 – 1907) | Борис Сарафов (1872 – 1907) | Борис Сарафов (1872 – 1907) | Борис Сарафов (1872 – 1907) | Борис Сарафов (1872 – 1907)         | Борис Сарафов (1872 – 1907)   |                               |                               | Кипра Сарафова (около 1874 – 1962) | Кипра Сарафова (около 1874 – 1962) | Кипра Сарафова (около 1874 – 1962) | Кипра Сарафова (около 1874 – 1962) | Кипра Сарафова (около 1874 – 1962) | Кипра Сарафова (около 1874 – 1962) |                  |                  | Кръстю Сарафов (1876 – 1952) | Кръстю Сарафов (1876 – 1952) | Кръстю Сарафов (1876 – 1952) | Кръстю Сарафов (1876 – 1952) | Кръстю Сарафов (1876 – 1952) | Кръстю Сарафов (1876 – 1952) |  |  | Злата Сарафова (1879 – ?)   | Злата Сарафова (1879 – ?)   | Злата Сарафова (1879 – ?)   | Злата Сарафова (1879 – ?)   | Злата Сарафова (1879 – ?)   | Злата Сарафова (1879 – ?)   |  |  | Христо Фетваджиев (1889 – 1977) | Христо Фетваджиев (1889 – 1977) | Христо Фетваджиев (1889 – 1977) | Христо Фетваджиев (1889 – 1977) | Христо Фетваджиев (1889 – 1977) | Христо Фетваджиев (1889 – 1977) |  |  | Вълчо Сарафов (1880 – 1953) | Вълчо Сарафов (1880 – 1953) | Вълчо Сарафов (1880 – 1953) | Вълчо Сарафов (1880 – 1953) | Вълчо Сарафов (1880 – 1953) | Вълчо Сарафов (1880 – 1953) |  |  | Никола Сарафов (1882 – 1970) | Никола Сарафов (1882 – 1970) | Никола Сарафов (1882 – 1970) | Никола Сарафов (1882 – 1970) | Никола Сарафов (1882 – 1970) | Никола Сарафов (1882 – 1970) |
|                             |                             |                             |                             |                             |                             |  |  |                                    |                                    |                                    |                                    |                                    |                                    |  |  |                                    |                                    |                                    |                                    |                                    |                                    |               |               |                             |                             |                             |                             |                                     |                               |                               |                               |                                    |                                    |                                    |                                    |                                    |                                    |                  |                  |                              |                              |                              |                              |                              |                              |  |  |                             |                             |                             |                             |                             |                             |  |  |                                 |                                 |                                 |                                 |                                 |                                 |  |  |                             |                             |                             |                             |                             |                             |  |  |                              |                              |                              |                              |                              |                              |
|                             |                             |                             |                             |                             |                             |  |  | Радан Сарафов (1908 – 1969)        | Радан Сарафов (1908 – 1969)        | Радан Сарафов (1908 – 1969)        | Радан Сарафов (1908 – 1969)        | Радан Сарафов (1908 – 1969)        | Радан Сарафов (1908 – 1969)        |  |  | Фота Сарафова (1915 – 1999)        | Фота Сарафова (1915 – 1999)        | Фота Сарафова (1915 – 1999)        | Фота Сарафова (1915 – 1999)        | Фота Сарафова (1915 – 1999)        | Фота Сарафова (1915 – 1999)        |               |               |                             |                             |                             |                             |                                     |                               |                               |                               |                                    |                                    |                                    |                                    |                                    |                                    |                  |                  |                              |                              |                              |                              |                              |                              |  |  |                             |                             |                             |                             |                             |                             |  |  |                                 |                                 |                                 |                                 |                                 |                                 |  |  |                             |                             |                             |                             |                             |                             |  |  |                              |                              |                              |                              |                              |                              |
|                             |                             |                             |                             |                             |                             |  |  | Радан Сарафов (1908 – 1969)        | Радан Сарафов (1908 – 1969)        | Радан Сарафов (1908 – 1969)        | Радан Сарафов (1908 – 1969)        | Радан Сарафов (1908 – 1969)        | Радан Сарафов (1908 – 1969)        |  |  | Фота Сарафова (1915 – 1999)        | Фота Сарафова (1915 – 1999)        | Фота Сарафова (1915 – 1999)        | Фота Сарафова (1915 – 1999)        | Фота Сарафова (1915 – 1999)        | Фота Сарафова (1915 – 1999)        |               |               |                             |                             |                             |                             |                                     |                               |                               |                               |                                    |                                    |                                    |                                    |                                    |                                    |                  |                  |                              |                              |                              |                              |                              |                              |  |  |                             |                             |                             |                             |                             |                             |  |  |                                 |                                 |                                 |                                 |                                 |                                 |  |  |                             |                             |                             |                             |                             |                             |  |  |                              |                              |                              |                              |                              |                              |
|                             |                             |                             |                             |                             |                             |  |  | Христина Сарафова (1941 – 1996)    |                                    |                                    |                                    |                                    |                                    |  |  |                                    |                                    |                                    |                                    |                                    |                                    |               |               |                             |                             |                             |                             |                                     |                               |                               |                               |                                    |                                    |                                    |                                    |                                    |                                    |                  |                  |                              |                              |                              |                              |                              |                              |  |  |                             |                             |                             |                             |                             |                             |  |  |                                 |                                 |                                 |                                 |                                 |                                 |  |  |                             |                             |                             |                             |                             |                             |  |  |                              |                              |                              |                              |                              |                              |